# Néstor Kirchner
Néstor Carlos Kirchner Ostoić, född 25 februari 1950 i Río Gallegos, provinsen Santa Cruz, död 27 oktober 2010 i El Calafate, provinsen Santa Cruz, var Argentinas president från 2003 till 2007. Han tillhörde peronismens vänsterflygel, och var tidigare guvernör i provinsen Santa Cruz mellan 1991 och 2003.

## Biografi
Kirchner hade schweiziskt och kroatiskt ursprung. Han var sedan den 9 mars 1975 gift med Cristina Fernández de Kirchner. Hustrun segrade i presidentvalet den 28 oktober 2007 som företrädare för Frente para la Victoria, den valallians under ledning av Partido Justicialista som hon och maken tillhörde, och kom följaktligen att efterträda sin egen make på presidentposten.
Under Néstor Kirchners presidentperiod halverades arbetslösheten och tillväxten låg på 8 % per år. Motståndarna menar att tillväxten berodde på devalveringen av valutan och stigande världsmarknadspriser på råvaror.
Néstor Kirchner anklagades under de sista åren av sitt liv för omfattande korruption, något som var starkt bidragande till regeringspartiets fallande opinionssiffror. Familjens förmögenhet växte snabbt efter flera kontroversiella affärer, där Néstor Kirchner och Cristina Fernández de Kirchner anklagades för att ha dragit fördel av sina ämbeten. Under 2009 publicerades i Argentina boken El Dueño (”Ägaren”) av journalisten Luis Majul. Boken, som blivit en bästsäljare, är en kartläggning av Néstor Kirchner och Fernández de Kirchners affärer från militärjuntan 1976–1983 fram till 2009.
Kirchner avled den 27 oktober 2010 av en hjärtattack.